# Trichopsocidae
Trichopsocidae (лат.) — семейство сеноедов из подотряда Psocomorpha. Около 10 видов.

## Описание
Мелкие сеноеды, длина около 2 мм. Лациния с разделенной вершиной. Коготки без предвершинного зубца; пульвиллы широкий. Лапки 2-члениковые. Жилкование типа Caecilius. Птеростигма без выступающего заднего угла. Переднее крыло с краем и жилками щетинковидными, щетинки в один ряд на ветвях жилок; вершинные краевые щетинки не пересекаются. Заднее крыло с голыми жилками; вершинные краевые щетинки не перекрещиваются, щетинки заднего края попеременно длиннее и короче. Гипандрий простой. Фаллосома со склерификацией луковицы полового члена. Субгенитальная пластинка простая. Гонапофизы полные.
Населяют листву широколиственных и хвойных деревьев. Род Trichopsocus с примерно десятком описанными видами в основном европейский (включая остров Мадейра), но один вид известен из Тасмании и один из Чили, а один был обнаружен в третичном мексиканском янтаре. Два вида были завезены в Северную Америку. Род †Palaeopsocus, окаменелость третичного янтаря Восточной Пруссии, довольно сомнительно отнесен к этому семейству.

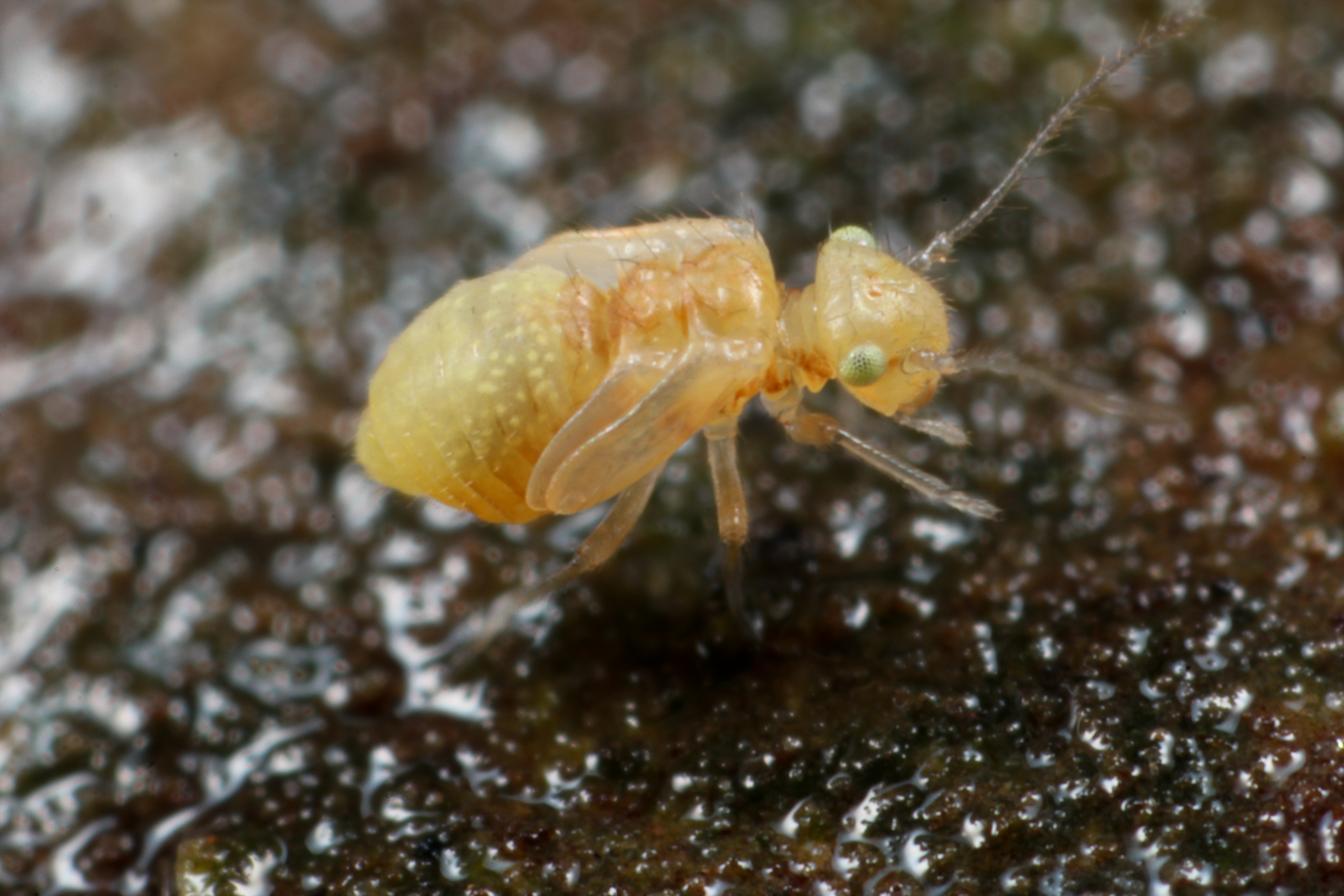
Trichopsocus
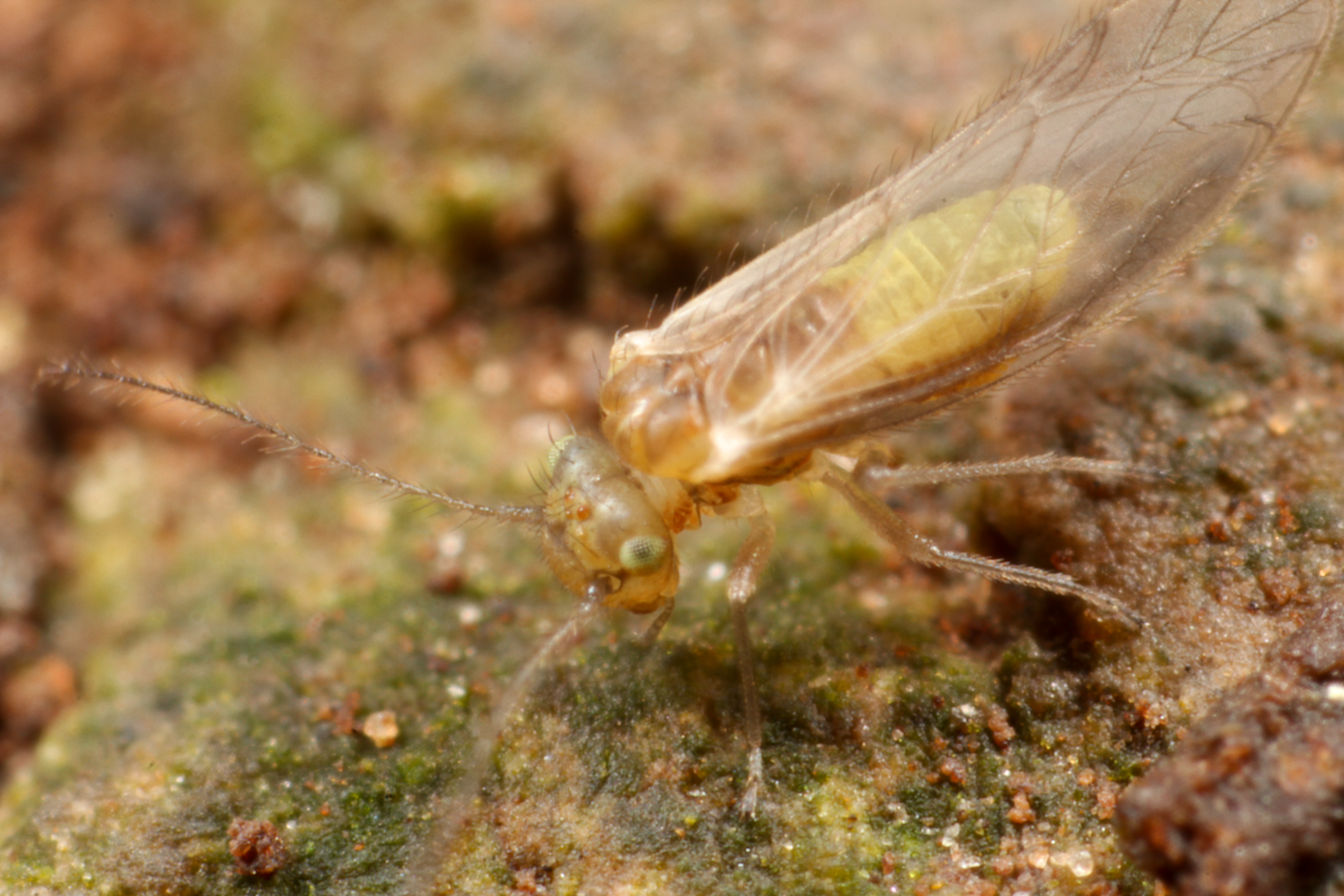
Trichopsocus

## Классификация
2 рода и около 10 видов
- †Palaeopsocus Kolbe, 1883[6]
  - †Palaeopsocus tener (Pictet-Baraban & Hagen, 1856)[7] — янтарь Восточной Пруссии
- Trichopsocus Kolbe, 1882
  - Trichopsocus brincki Badonnel, 1963
  - Trichopsocus chilensis New & Thornton, 1981
  - Trichopsocus clarus (Banks, 1908)
  - Trichopsocus coloratus Lienhard, 1983
  - Trichopsocus dalii (McLachlan, 1867)
  - Trichopsocus difficilis Lienhard, 1996[8]
  - Trichopsocus fastuosus (Navás, 1915)
  - †Trichopsocus maculosus Mockford, 1969 — мексиканский янтарь[9]
  - Trichopsocus marmoratus (Hagen, 1865)